# Inquisition
Az Inquisition kolumbiai-amerikai black metal együttes.

## Története
1988-ban alakultak Cali városában, Guillotine néven. Ekkor még thrash metal zenekar voltak. 1989-ben Inquisitionre változtatták a nevüket. 1996-ban az együttes énekese illetve alapító tagja az Egyesült Államokba költözött, és felfogadta maga mellé Incubus dobost és Debandt basszusgitárost. Debandt az első stúdióalbum után kilépett a zenekarból, így az Inquisition kéttagúra csökkent. Dagon és Incubus alkotja a mai napig az együttest. 2012-ben leszerződtek a Season of Mist kiadóhoz. Korábban Sadus/Kreator jellegű thrash metalt játszottak, később viszont black metal zenekarrá váltak. Dagon elmondása szerint a honfitárs Reencarnación és Parabellum zenekarok nagy hatással voltak rá. Dagon továbbá kedvelte a „régi nagyokat”, például az AC/DC-t, a Judas Priestet, a Kreatort, a Sodomot és a Destructiont. 2010-ben Magyarországon is felléptek, a Tündérgyárban. 2016-ban másodszor is koncerteztek hazánkban a Rotting Christtal, a Mystifierrel és a Schammaschhal, 2018-ban pedig harmadszor is felléptek Magyarországon, a Septicflesh társaságában.

## Tagok
- Dagon - ének, gitár (1988-)
- Incubus - dob (1996-)

## Korábbi tagok
- John Santa - dob (1988-1994)
- Endhir Xo Kpurtos - dob (1996)
- Debandt - basszusgitár (1998)
- Cesar Santa - basszusgitár (1989)
- Carlos Acila - billentyűk, furulya

## Diszkográfia
- Into the Infernal Regions of the Ancient Cult (1998)
- Invoking the Majestic Throne of Satan (2002)
- Magnificent Glorification of Lucifer (2004)
- Nefarious Dismal Orations (2007)
- Ominous Doctrines of the Perpetual Mystical Macrocosm (2010)
- Obscure Verses for the Multiverse (2013)
- Bloodshed Across the Empyrean Altar Beyond the Celestial Zenith (2016)

## Egyéb kiadványok
Koncertalbumok
- Demonic Ritual in Unholy Blackness (koncertalbum, 2018)

Demók, EP-k, split lemezek
- Anxious Death (EP, 1990)
- Forever Under (demó, 1993)
- Incense of Rest (EP, 1996)
- Summoning the Black Dimensions in the Farallones / Nema (split lemez, 1996)
- Unholy Inquisition Rites (EP, 2004)
- Anxious Death/Forever Under (válogatáslemez, 2004)